# Attalea colenda
La palma real o chivila (Attalea colenda) es una planta de la familia Arecaceae, nativa de la región pacífica del occidente de Ecuador y suroccidente de Colombia.

## Características
El estípite alcanza 35 m de altura y 55 cm de diámetro en promedio; en su copa hay de 15 a 25 hojas con raquis de 10 m de longitud. Las inflorescencias ocurren entre las hojas y cuelgan hasta una posición vertical; el eje central carga de 600 a mil ramas en las que se sitúan las flores estaminadas o pestiladas. Producen 5 mil frutos por racimo de 2 m de largo y 50 cm de diámetro. Los frutos tienen 4,5 a 5,5 cm de largo, con mesocarpio comestible de agradable sabor dulce y aceitoso. En cada fruto hay una semilla de 3 por 1,5 cm. Las semillas son oleaginosas y de cada racimo se extraen entre 7 y 16 kg de aceite (lo que permite llegar hasta 3 toneladas por hectárea-año en plantaciones).
Crece espontáneamente en suelos bien drenados en los bosques y se conservan cuando se establecen chagras o pastizales.

## Clasificación
La botánica Ynés Mexía la recolectó el 20 de octubre de 1934 y la envió al botánico del Ministerio de Agricultura de Estados Unidos O.F. Cook, quien en 1942 la clasificó como especie diferenciada Ynesa colenda.

## Taxonomía
Attalea colenda  fue descrita por (O.F.Cook) Balslev & A.J.Hend. y publicado en Brittonia 39(1): 1. 1987.
Etimología
Attalea: nombre genérico que conmemora a Atalo III Filometor, rey de Pérgamo en Asia Menor, 138-133 antes de Cristo, que en el ocaso de su vida se interesó por las plantas medicinales.
Sinonimia
- Ynesa colenda O.F.Cook[4][5]